# Andravida
Andravida  este un oraș în Grecia în prefectura Elida.

## Istoric
Andravida a fost capitala Principatului Achaea din 1295 până în 1460, când a fost cucerită cucerită de Imperiul Otoman.